# Lyddington
Lyddington är en ort och civil parish i Storbritannien.   Den ligger i grevskapet och kommunen Rutland och riksdelen England, i den sydöstra delen av landet, 120 km norr om huvudstaden London. Lyddington ligger 72 meter över havet och antalet invånare är 397.
Terrängen runt Lyddington är platt. Runt Lyddington är det ganska tätbefolkat, med 144 invånare per kvadratkilometer. Närmaste större samhälle är Kettering, 18,5 km söder om Lyddington. Trakten runt Lyddington består till största delen av jordbruksmark.